# Senholmen
Senholmen est une île norvégienne du comté de Hordaland appartenant administrativement à Bergen.

## Description
Rocheuse et couverte d'une légère végétation, elle s'étend sur environ 561 m de longueur pour une largeur approximative de 23 m.